# EAN

Un număr EAN-13 (GTIN-13) codat după codul de bare EAN-13. Prima cifra este întotdeauna situată în afara simbolului.

Un număr european de articol (engleză European Article Number, prescurtat EAN) este un cod de bare standard care extinde codul universal de produs format din 12 numere (engleză Universal Product Code, prescurtat UPC), sistem dezvoltat în America de Nord. Codul de bare EAN-13 este definit de organizația de standarde GS1.